# وربستو (كورنوال)
وربستو (بالإنجليزية: Warbstow)‏ هي قرية و أبرشية مدنية تقع في المملكة المتحدة في إنجلترا. يقدر عدد سكانها بـ 520 نسمة .